# Hailakandi
Hailākāndi (bengali: হাইলাকান্দি) är en ort i Indien.   Den ligger i distriktet Hailakandi och delstaten Assam, i den östra delen av landet, 1 600 km öster om huvudstaden New Delhi. Hailākāndi ligger 30 meter över havet och antalet invånare är 31 031.
Terrängen runt Hailākāndi är platt. Runt Hailākāndi är det tätbefolkat, med 790 invånare per kvadratkilometer. Hailākāndi är det största samhället i trakten. Trakten runt Hailākāndi består till största delen av jordbruksmark.